# Sillyなコダマ!!
『Sillyなコダマ!!』 は、鈴菌カリオの漫画作品。
「月刊IKKI」に連載されていた。基本的にシュールなギャグ漫画ではあるが、ジャンルはラブコメである。

## 登場人物
尻井コダマ
当作品の主人公兼ヒロイン。大沼雲高等学校2年C組で、女子ソフトボール部に所属。野球の球をまともに食らったり、自転車に跳ねられたり、イノシシに突進されるなど、結構ドジな点が多い。2年A組の阿童に好意を持つが失恋し、「俺に二度と近づくな」と言われた。尻に目玉のような模様があり、それをコンプレックスとしている。
阿童ぐりま
もう一人の主人公にあたる存在。大沼雲高等学校2年A組で、水泳部に所属。クールなイケメンで、女子にはモテモテでよく告白を受けるが、全て断っている。それどころか自分に近づけないようにしようとする。と言うのも、本当の正体はカッパで、人間として生きようと決意しているが、姉のるりだに反対され、いじめられている。コダマに告白を受けた直後、二度と口にはしないと決意した尻小玉がとてつもなくおいしそうに見えたらしく、興奮してしまう。
阿童るりだ
ぐりまの双子の姉で、ぐりまと同じ河童。コダマの友人京の情報によると、「ニコニコしているが評判はよくない」らしい。美女の姿をしており、一人称は「僕」であるため一見すればボク少女と思われるが、実は男である可能性が高い。高校生に変装している理由は「若くて元気な尻小玉を食べる為」と言っている。その後、保健室である男性の尻小玉を手にしている。
剛力京子
コダマの友人。コダマと同じ女子ソフトボール部に所属し、部員を仕切っていることから権力は大きいようである。阿童姉弟に不信感を抱いている。